# Hybomitra lundbecki
Hybomitra lundbecki är en tvåvingeart som beskrevs av Lyneborg 1959. Hybomitra lundbecki ingår i släktet Hybomitra och familjen bromsar. Arten är reproducerande i Sverige. Inga underarter finns listade i Catalogue of Life.